# Трубецкой, Иван Дмитриевич
Князь Ива́н Дми́триевич Трубецко́й (ок. 1756 — 1 (13) марта 1827) — московский барин и камергер из рода Трубецких, владелец дворца на Покровке, загородных имений Прохорово, Нескучное (до 1796) и Знаменское.

## Биография
Единственный сын князя Д. Ю. Трубецкого, двоюродный дед Л. Н. Толстого, троюродный брат С. Л. Пушкина. Женился на Екатерине Александровне Мансуровой (1767—1831), сестре сенатора П. А. Мансурова. Она происходила из небогатой семьи, но в молодости славилась своей красотой. В 1821 году она устроила брак родителей Льва Толстого. Князь И. М. Долгорукий, волочившийся за княгиней, писал об её муже:

Господин богатый, у которого дом был большой, театр прекрасный, во всех трубках горели свечи, всегда тьма народу, и сквозь огней различить некогда было в окошки, хороша или дурна погода, а чувствовать её мешали несколько десятков печей, которые исправно топились.— 
Дом Трубецких в Москве, так называемый дом-комод, по которому их, в отличие от других Трубецких, звали «Трубецкие-комод», был центром аристократического и литературного мира: В. Л. Пушкин, молодой Ф. И. Тютчев, И. И. Дмитриев (влюбленный в Е. А. Трубецкую), Рожалин, бывали у Трубецких, музыкант Геништа жил у них в доме, М. Погодин в качестве учителя каждое лето проводил в имении Знаменском.

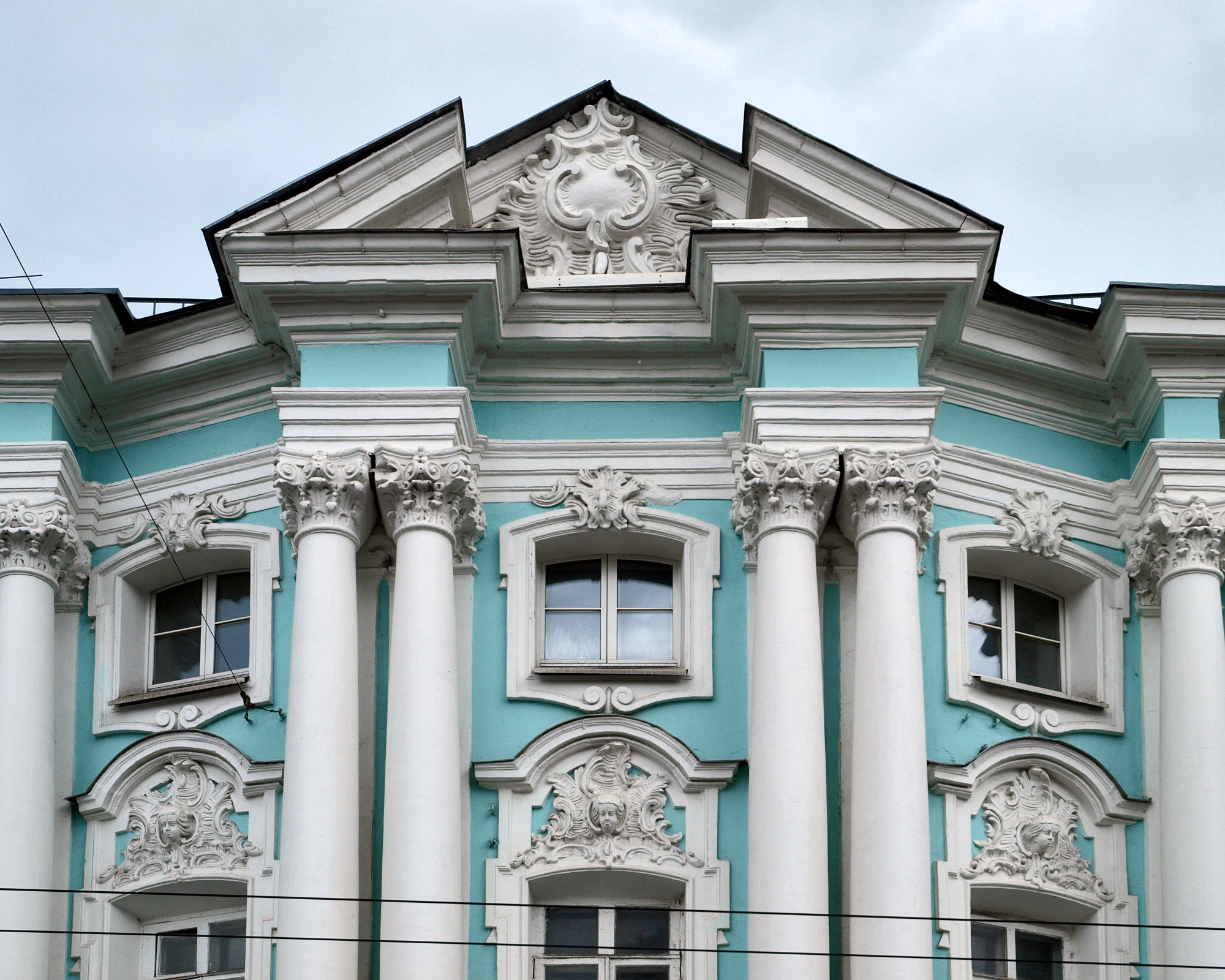
«Дом-комод» на Покровке. Фрагмент фасада.

Когда же устраивались в Знаменском нарядные охоты, происходил съезд гостей из ближних и дальних имений, внутри украшался зал плошками и фонариками, под звуки крепостного оркестра происходили танцы или ставились шарады и живые картины. Гости задерживались здесь на недели и месяцы — прогулки, чтения, игры сменялись здесь под гостеприимной кровлей, оставив след в любопытной книжечке «Les amusements de Znamenskoe», где текст, по-видимому, принадлежит Карамзину, в то время проживавшему с малолетними детьми князя Вяземского в соседнем Остафьеве.— Греч А. Н. Венок усадьбам. — АСТ, 2006. — С. 269.
Умер 1 (13) марта 1827 года. Был похоронен в Спасо-Андрониевом монастыре в Москве.
К концу жизни князя Трубецкого его богатый дом с балами и благотворительными спектаклями несколько обеднел. Овдовев, Екатерина Александровна со своим семейством переселилась к брату в Петербург, где и скончалась 20 октября (1 ноября) 1831 года. Похоронена была в Москве, с мужем. В 1833 году их дети поставили на могиле родителей памятник.

## Дети

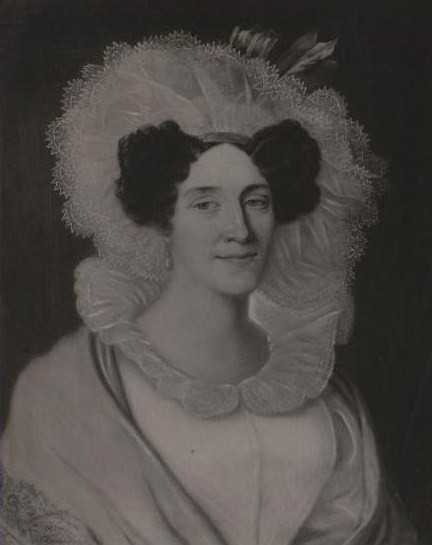
Екатерина Александровна

- Юрий Иванович (1792—1848), действительный статский советник, наследник Прохорова; был дважды женат и имел 4 детей; по праву первой жены унаследовал подмосковную усадьбу Никольское-Прозоровское.
- Агриппина Ивановна (23.08.1794[4]—26.11.1861), в 1821 году к ней сватался поэт Н. И. Ильин, но получил отказ. С ноября 1826 года замужем за своим двоюродным братом А. П. Мансуровым (1788—1880), военным атташе в Берлине. Их женитьба была встречена властями неодобрительно. Прекрасная музыкантша, образованная женщина, была ученицей Геништы и Погодина. Умерла от воспаления в груди в Париже, похоронена на Монмартрском кладбище.
- Софья Ивановна (25.07.1800[5]—1852), по свидетельству современника, красавица[6], в ноябре 1820 года вышла замуж за Александра Всеволодовича Всеволожского.
- Николай Иванович (1807—1874), воспитанник Погодина, долго жил за границей и перешел в католичество, скончался в своем имении близ Фонтенбло. Женат на графине Анне Андреевне Гудович (1818—1882).
  - Единственная дочь Екатерина Николаевна (1840—1875) замужем за князем Н. А. Орловым.
- Александра Ивановна (21.01.1809[7]—1873), любовь и ученица Погодина, «моя весна, моя поэзия, героиня моих повестей», — писал он в старости. Ей посвящены его повести «Русая коса», «Адель». В неё был влюблен Д. Веневитинов, Пушкин относился к ней со вниманием, к ней неудачно сватался С. Соболевский. 23 июля 1837 года в Берне вышла замуж за князя Николая Ивановича Мещерского (1798—1858), сына С. С. Мещерской.
  - Их сын Эммануил (1832—1877) был женат на княжне Марии Михайловне Долгоруковой, сестре княгини Юрьевской, а дочь, княжна Екатерина (1838—утонула в 1874), замужем за дипломатом П. П. Убри.